# Skrangerne
Skrangerne er en bygning med buegang på Nørregade i Flensborg umiddelbart syd for Mariekirken. Den blev opført i 1595 som salgsboder for byens slagtere og bagere. På gavlen ud mod Nørretorv blev forbrydere fastspændt med et halsjern. De blev dermed udstillet til spot for Flensborgs borgerskab. Ringen, hvori halsjernet var fastgjort, ses stadig.
Bygningen er i dag menighedshus for Mariekirken.